# Скот Хокинс
Скот Хокинс (на английски: Scott Hawkins) е американски компютърен специалист и писател в жанра фентъзи и хорър.

## Биография и творчество
Скот Хокинс е роден през 1969 г. в Айдахо, САЩ. Израства в Южна Каролина. Завършва през 1991 г. Университета на Южна Каролина в Колумбия с бакалавърска степен и през 1993 г. с магистърска степен по компютърни науки.
След дипломирането си работи като програмист на различни места. От 2007 г. е главен инженер в „Интел“.
Първоначално пише документални книги по програмиране.
Започва да пише художествена литература през 2012 г. Първият му фентъзи роман „Библиотеката на Въглен връх“ е публикуван през 2015 г. Тайнствена божествена библиотека е създадена от Бащата и е недостъпна за хората. Но него го няма и войната на библиотекарите започва...
Скот Хокинс живее със семейството си в Кантон, Джорджия.

## Произведения

### Самостоятелни романи
- The Library At Mount Char (2015)
Библиотеката на Въглен връх, изд. „Дежа бук“, София (2016), прев. Светлана Комогорова – Комата

### Документалистика
- Essential Apache for Web Professionals (2002)
- BEA WebLogic Server Administration Kit (2003)
- Guia Esencial Apache (2004)